# Moenkhausia mikia
Moenkhausia mikia är en fiskart som beskrevs av Marinho och Francisco Langeani 2010. Moenkhausia mikia ingår i släktet Moenkhausia och familjen Characidae. Inga underarter finns listade i Catalogue of Life.